# Anolis morazani
Espèce
Synonymes
- Norops morazani (Townsend & Wilson, 2009)

Anolis morazani est une espèce de sauriens de la famille des Dactyloidae. 

## Répartition
Cette espèce est endémique du Honduras.

## Étymologie
Cette espèce est nommée en l'honneur de José Francisco Morazán Quesada.

## Publication originale
- Townsend & Wilson, 2009 : New Species of Cloud Forest Anolis (Squamata: Polychrotidae 2009. New Species of Cloud Forest Anolis (Squamata: Polychrotidae) in the crassulus Group from Parque Nacional Montaña de Yoro, Honduras. Copeia, vol. 2009, no 1, p. 62-70 (texte intégral).